# 卡尔博纳拉迪波
卡尔博纳拉迪波（義大利語：Carbonara di Po），曾是意大利曼托瓦省的一个市镇。总面积15平方公里，人口1355人，人口密度90.3人/平方公里（2009年）。国家统计（ISTAT）代码为020009。
2019年1月1日卡尔博纳拉迪波和波河畔博尔戈弗兰科两个市镇合并为新的博尔戈卡尔博纳拉市镇。